# Overdrive (Cơ khí)

Overdrive là thuật ngữ thường được dùng cho hai đối tượng khác nhau:
- Trong Ô tô, overdrive là thiệt bị cho phép lựa chọn Tỷ số truyền của hộp số khi đi tốc độ cao nhằm giúp đạt được hiệu quả tiết kiệm nhiên liêu. Tuy nhiên khi đó lực kéo của xe sẽ giảm đi. Thông thường số cuối cùng hay số cao nhất của hộp số được gọi là overdrive.
- Ngoài ra overdrive còn được sử dụng để chỉ việc ăn khớp giữa các bánh răng trong hộp số (transmission) hay trong trục truyền dẫn (transaxle) nhằm làm tốc độ ra lớn hơn tốc độ truyền vào.